# En händig man (песня)
«En händig man» («Рукастый человек») — песня, написанная шведским певцом и композитором Пером Гессле, которая была выпущена в качестве заглавного сингла с альбома «En händig man». Сингл провёл 15 недель в хит-параде шведских синглов и возглавлял его в течение одной недели.
Песня находилась в шведском чарте Svensktoppen 4 недели, наилучший результат там — 7 место.

## Форматы и список песен
Шведский CD-сингл

(0946 3972372 0; 23 мая 2007 года)
1. «En händig man» — 3:01
2. «Vet du vad jag egentligen vill?» (инструментальная версия) — 2:03

## Музыкальные видеоклипы
Видеоклип на эту песню снял нидерландский режиссёр и фотограф Антон Корбейн. Съемки проходили в Грётвике, пригороде Хальмстада, Швеция и включали Гессле за рулём машины, поющего на скалистом берегу моря.